# Омлі
Омлі (норв. Åmli) – муніципалітет в Норвегії, у фюльке Еуст-Агдер. Адміністративний центр – село Омлі.  

## Історія
Муніципалітет заснований 1838 року.

## Населення
Згідно з даними за 2005 рік, у муніципалітеті мешкало 1801 ос. Густота населення становила 1,58 осіб/км². За населенням муніципалітет посідає 345-тє місце у Норвегії. 
| населення станом на 1 січня 2005 |        |          |       |
|                                  | жінки  | чоловіки | разом |
| ос.                              | 940    | 861      | 1801  |
| %                                | 52,19% | 47,81%   | 100%  |

| освіченість населення станом на 1 жовтня 2004 |           |         |        |          |
|                                               | початкова | середня | вища   | невідомо |
| ос.                                           | 351       | 844     | 244    | 28       |
| %                                             | 23,93%    | 57,53%  | 16,63% | 1,91%    |

## Освіта
Згідно з даними на 1 жовтня 2004 у муніципалітеті було 3 початкових школи (норв. grunnskolar), у яких навчалося 237 учнів.